# Hjärsås
Hjärsås – miejscowość (tätort) w Szwecji, w regionie administracyjnym (län) Skania, w gminie Östra Göinge.
Według danych Szwedzkiego Urzędu Statystycznego liczba ludności wyniosła: 216 (31 grudnia 2015), 208 (31 grudnia 2018) i 217 (31 grudnia 2019).